# كزافييه موري
كزافييه موري (بالإسبانية: Xavi Moré)‏ هو لاعب كرة قدم إسباني في مركز الوسط، ولد في 7 يونيو 1982 في برشلونة في إسبانيا. لعب مع ريال أوفييدو وريال بلد الوليد ب وريال بلد الوليد ونادي بورغوس ونادي بونتيفيدرا ونادي كاستييون.

## وصلات خارجية
- كزافييه موري على موقع قاعدة بيانات كرة القدم.إي يو (الإنجليزية)
- كزافييه موري على موقع Soccerway.com (الإنجليزية)
- كزافييه موري على موقع AS.com (الإسبانية)